# Theologia Germanica
Theologia Germanica, também conhecido como Theologia Deutsch ou Teutsch, ou como Der Franckforter, é um tratado místico que acredita-se ter sido escrito no final do século XIV por um autor anônimo. De acordo com a introdução de Theologia o autor era um sacerdote e membro da Ordem Teutônica que vivia em Frankfurt, Alemanha.[carece de fontes?]
O tratado foi escrito durante o perturbador reinado do Papado de Avignon (1309-78), quando muitos clérigos foram proibidos de realizar os ritos católicos, por causa da luta de poder entre o Papa e o Imperador Romano-Germânico. Grupos leigos de indivíduos piedosos, como os Amigos de Deus, se tornaram proeminentes durante esse período, e o autor geralmente está associado aos Amigos de Deus.[carece de fontes?]
O Theologia Germanica sobrevive até hoje em apenas oito manuscritos, todos a partir da segunda metade do século XV. Claramente, portanto, não foi amplamente divulgado antes de chamar a atenção de Martinho Lutero.[carece de fontes?]

## Visão de Lutero
Martinho Lutero produziu uma edição parcial pela primeira vez em 1516. Naquela época, Lutero pensou que o trabalho poderia ter sido escrito por John Tauler. Em 1518, ele produziu uma edição mais completa com base em um novo manuscrito que encontrou. Foi Lutero quem deu ao tratado seu nome moderno; nos manuscritos é conhecido como Der Franckforter (Frankfurter).
Theologia Germanica propõe que Deus e o homem podem ser totalmente unidos seguindo um caminho de perfeição, como exemplificado pela vida de Cristo, renunciando o pecado e o egoísmo, em última análise, permitindo que a vontade de Deus para substituir a vontade humana. Lutero escreveu: 
Ao lado da Bíblia e de Santo Agostinho, nenhum livro chegou em minhas mãos, da qual aprendi mais de Deus e de Cristo, e o homem e todas as coisas que são.
Outro objetivo de Lutero na publicação foi apoiar sua tese de que a língua alemã era tão adequada para expressar idéias teológicas como as línguas hebraica, grega e latina. O tratado em si não discutir ou refletir sobre o fato de que ele é escrito em alemão.
Theologia Germanica foi muito acolhido na Reforma Radical, e depois na luterana e nas tradições do Pietismo. Em 1528, Ludwig Haetzer republicou Theologia Germanica com "Proposições" interpretativas do Reformador Radical Hans Denck. No final de sua vida (1541-42), o radical Sebastian Franck produziu uma paráfrase latina da versão de Haetzer. Sebastian Castellion publicou traduções latinas (1557) e francesas (1558), após sua ruptura com João Calvino sobre a execução de Miguel Servet (1553). Pouco mais de uma década mais tarde, Valentin Weigel estudou a obra em sua Short Account and Introduction to the German Theology (1571). O místico Johann Arndt reeditou uma impressão anterior baseada em Lutero em 1597; Esta versão foi aprovada por Philip Jacob Spener e teve mais de sessenta impressões posteriores. No total, cerca de duas centenas de edições foram publicadas entre os séculos XVI e XX.

## Opiniões contrárias
João Calvino e a tradição Reformada rejeitaram o trabalho. Em uma carta à Congregação Reformada em Frankfurt, Calvino diz que é "concebido pela astúcia de Satanás... contém um veneno escondido que pode envenenar a igreja."
O suporte para o Theologia Germanica entre os Protestantes levou a Igreja Católica suspeitar do trabalho. Em 1612, o Papa Paulo V colocou-o sobre o Index Librorum Prohibitorum da Igreja Católica, onde permaneceu até a segunda metade do século XX. No entanto, os místicos católicos continuaram a ler o livro.

## Livros
- Theologia germanica, Christian Classics Ethereal Library.
- Theologia Germanica áudio grátis em inglês por Librivox
- David Blamires, trans., Theologia Deutsch—Theologia Germanica: The Book of the Perfect Life (Sacred Literature Series. Walnut Creek: Altamira Press, 2003)
- John Furguson, Encyclopedia of Mysticism and Mystery Religions (Crossroad: New York, 1982)
- Hoffman, Bengt, tr (1980), The Theologia Germanica of Martin Luther, The Classics of Western Spirituality, Paulist Press.
- McGinn, Bernard (2005), The Harvest of Mysticism, pp. 392–404.
- Winkworth, Susanna, tr (1857), Theologia Germanica, Andover: John P Jewett & Co